# Gregory Piccionelli
Gregory Alexander „Greg“ Piccionelli (* 1954 oder 1955) ist ein amerikanischer Rechtsanwalt.

## Karriere
Gregory „Greg“ Piccionelli studierte Rechtswissenschaft an der Loyola Law School in Los Angeles. 1993 erhielt er vom State Bar of California die Zulassung als Rechtsanwalt. Er ist Mitglied der „California Lawyers Association“ und Experte für den Rechtsbereich des geistigen Eigentums.
Laut biographischen Angaben u. a. auf Crunchbase hat er sich frühzeitig, d. h. ab 1995, auf Online- bzw. Ecommerce-Recht spezialisiert und sich aufgrund dessen einen breiten Mandantenstamm unter Technologie- und Entertainmentunternehmen sowie unter Kreativen (wie Schauspielern, Musikern, Fotografen oder Softwareentwicklern) aufgebaut. Die Spanne reicht dabei von klassischen Unterhaltungsfirmen bis hin zu jenen aus der Sexindustrie. Insbesondere aufgrund seiner anwaltlichen Tätigkeit für die letztgenannte Branche erhielt er den Jahren 2006 und 2007 beim XBIZ Award persönliche Auszeichnungen. Die zweite Auszeichnung erhielt er, weil er sich über mehrere Jahre pro bono dafür eingesetzt hat, die Ausbreitung von Kinderpornografie im Internet zu verhindern.
Darüber hinaus betätigt sich Piccionelli auch als Musiker und Komponist sowie als Erfinder, der eine Reihe von Patenten angemeldet hat.

## Filmographie
- 2013: Risky Business (Dokumentation)

## Auszeichnungen
XBIZ Award
- 2006: „Advocate of the Year“
- 2007: „ASACP Service Recognition“